# Rezerwat przyrody Jezioro Francuskie
Rezerwat przyrody Jezioro Francuskie – wodny rezerwat przyrody położony w województwie warmińsko-mazurskim, w Parku Krajobrazowym Wzgórz Dylewskich, w gminie Ostróda. Powierzchnia rezerwatu wynosi 15,05 ha (akt powołujący podawał 13,64 ha).
Rezerwat został utworzony w 1963 roku, m.in. w celu ochrony wierzby borówkolistnej. Rezerwat utworzono na stoku Dylewskiej Góry. Obejmuje swoim zasięgiem niewielkie, śródleśne Jezioro Francuskie. Według legendy w czasie kampanii napoleońskiej chłopi utopili w jeziorze kilku Francuzów w odwecie za krzywdę wyrządzoną miejscowej dziewczynie, co znalazło odbicie w nazwie jeziora. Powierzchnia jeziora wynosi 2,93 ha, pozostałą część rezerwatu zajmuje przyległy las.
Zbocze południowo-wschodniej części jeziora porośnięte jest buczyną pomorską liczącą ok. 170 lat. Najliczniej występującym gatunkiem drzew w rezerwacie są buk oraz pojedynczo występujące świerki (wys. 35 m), grab, dąb, brzoza, i osika w różnym wieku. W rezerwacie napotkać można również rośliny takie jak widłak, wawrzynek wilczełyko, turzyce, wełnianka wąskolistna i wełnianka pochwowata, bobrek trójlistkowy, czermień błotna, rosiczka okrągłolistna, płonniki oraz torfowce.
Na terenie rezerwatu odnotowano różne gatunki zwierząt: sarny, jelenie, dziki, lisy, borsuki, tchórze, wiewiórki i łasice. Wśród ptaków można wyróżnić: drozdy, dzięcioły, sikory, kowaliki, i pełzacze. Z gadów zaobserwować można żmiję zygzakowatą, zaskrońca, padalca i jaszczurkę zwinkę. Wody jeziora zamieszkują m.in. płocie, szczupaki, leszcze, okonie. Występuje tu też licznie plankton, ślimaki, małże i pijawki.

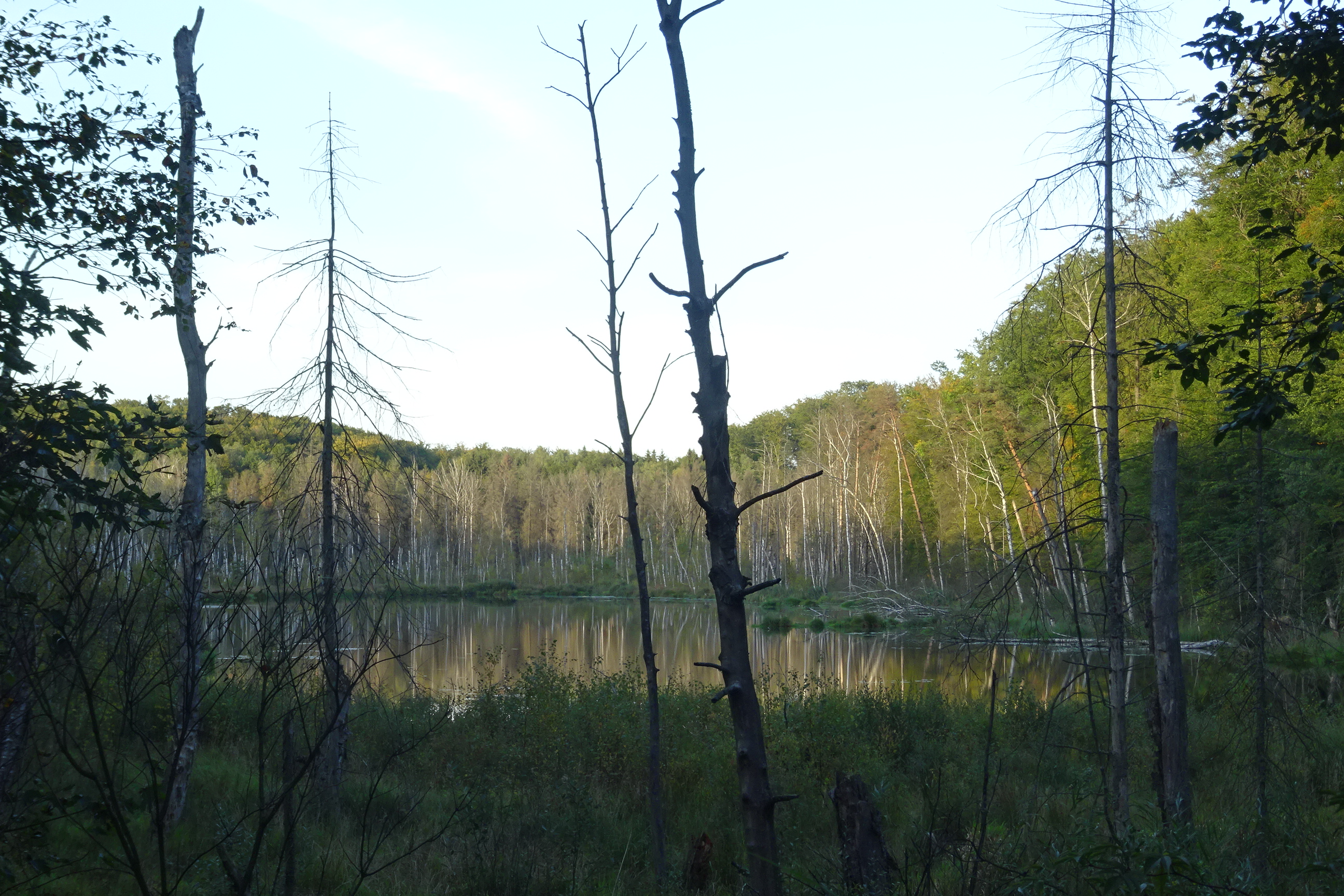
Rezerwat Jezioro Francuskie